# ブレードランナー ブラックアウト2022
『ブレードランナー ブラックアウト2022』（BLADE RUNNER: BLACK OUT 2022）は、2017年にインターネット配信された日米合作の短編SFアニメ。監督は渡辺信一郎。

## 概要
サイバーパンクの古典『ブレードランナー』の続編である『ブレードランナー 2049』が2017年10月27日に劇場公開されるのに先立ち、9月27日（日本では26日）よりYouTubeにてウェブ配信された15分の短編アニメーション作品。作品の時間軸上、旧作（2019年）から新作（2049年）までの30年間の出来事を描く前日譚として、『2036: ネクサス・ドーン』と『2048: ノーウェア・トゥ・ラン』と合わせて短編3部作として製作された。
本作は旧作の物語から3年後の2022年を舞台とし、2体のレプリカントが引き起こした「ブラックアウト（大停電）」という事件を描いている。「2049」作中では「ブラックアウト」は台詞のみで詳細は語られていないが、この事件によって電子機器がダウンし、レプリカントの登録情報が消失してしまったことが「2049」の物語へとつながる。旧作に続いて登場する捜査官ガフの声は、エドワード・ジェームズ・オルモス本人が演じている。
製作は「2049」と同じくアルコン・エンターテインメント。アニメーション制作はCygamesの子会社、CygamesPicturesが担当する。脚本・監督は『カウボーイビバップ』や『アニマトリックス』（Kid's Story、A Detective Story）を手がけた渡辺信一郎。キャラクターデザイン・作画監督は『新機動戦記ガンダムW』」の村瀬修功、スピナーのデザインは『APPLESEED』の荒牧伸志、作画には寺田嘉一郎、沖浦啓之、大平晋也、橋本晋治、磯光雄ら日本の熟練アニメーターが参加している。サウンドトラックはフライング・ロータスが製作。渡辺は作品の大まかなカットを行う際に、彼の音楽をプレースホルダーとして使っていた。
なお、渡辺監督作のテレビアニメ『残響のテロル』でも「高高度核爆発のEMP攻撃による都市機能停止」という似たシチュエーションを描いているが、本作の場合はブレードランナー世界のタイムラインに設定されていたもので、監督自身が考えたわけではないとのことである。ハリウッドの出資者からは「北朝鮮がミサイルを撃ってくると困る」という類のクレームがあったという。

## あらすじ
西暦2022年、多くの反逆を起こしたネクサス6型レプリカントは4年の寿命年限を迎え死滅した。それに代わってタイレル社は寿命年限のないネクサス8型の製造を開始した。一方、社会では人間至上主義運動が過熱し、登録データ上でレプリカントとみなされた者たちが相次いで襲われ、虐殺される事件が多発する。
戦闘用レプリカントのイギーと慰安用レプリカントのトリクシーは、登録データを消し去るためテロ活動を決行する。トリクシーを慕う人間の協力者レンが偽の暗号コードで核弾頭ミサイルを発射させ、高高度で爆発させる。その電磁パルスが電子機器を破壊し、ロサンゼルスの高層ビル群は停電の闇に覆われる。イギーとトリクシーはトレーラーを乗っ取り、バックアップシステムを破壊するためデータセンターを襲撃する。
このブラックアウト（大停電）事件の後、レプリカントの製造は禁止され、タイレル社は倒産。ウォレス社による新型レプリカント開発まで10年の空白が生まれた。

## スタッフ
- 監督・脚本 - 渡辺信一郎
- 製作 - ジョセフ・チョウ、アル＝フランシス・クエンカ、鹿嶌舜、竹中信広
- 製作総指揮 - アンドリュー・A・コソーヴ、ブロデリック・ジョンソン、渡邊耕一
- 制作 - CygamesPictures
- キャラクターデザイン - 村瀬修功
- 作画監督 - 村瀬修功
- 3DCGディレクター - 増尾隆幸
- 作画監督補 - 寺田嘉一郎
- 原画 - 沖浦啓之、大平晋也、田中達之、新井浩一、橋本晋治、高橋裕一、名倉靖博、清水洋、久木晃嗣、Bahi JD、橋本敬史、中谷誠一、山田勝哉、栗田新一、田中宏紀、堀元宣、磯光雄、吉邉尚希、角田圭一、村瀬修功
- 動画検査 - 又野貴菜
- 動画 - 又野貴菜、宋善永、松本恵、尾山景子、藤井萌依、竹原尚美
- 美術監督 - 金子雄司
- 色彩設計 - 小針裕子
- 撮影監督 - 江藤慎一郎
- 色指定・検査 - 小針裕子
- 編集 - 廣瀬清志（エディッツ）
- 音響効果 - 倉橋静男、山谷尚人（Sound Box）
- 音響制作 - dugout
- 音楽 - Flying Lotus
- 音響制作担当 - 岡田拓郎、小林見菜子
- MIXエンジニア - 薮原正史
- 画面設計 - sankaku
- 制作担当 - 本橋研一、廣木章悟
- 特効 - 入佐芽詠美
- 録音 - 大谷征央
- 録音スタジオ - 東映デジタルセンター、デルファイサウンド
- スペシャルサンクス - マイケル・グリーン
- オンライン編集スタジオ - キュー・テック
- スタジオコーディネーター - 田畑孝之
- スピナーデザイン - 荒牧伸志

## キャスト
カッコ内は英語版。
- イギー・シグナス - 松田健一郎（Jovan Jackson）
- トリクシー - 青葉市子（Luci Christian）
- レン - 古川慎（Bryson Baugus）
- ガフ - 佳月大人（エドワード・ジェームズ・オルモス）
- ミサイル管制室上官 - 楠見尚己
- 警察署長 - 丸山壮史
- チンピラA - 吉田丈一郎
- チンピラB - 福西勝也
- チンピラC - 高橋伸也
- レプリカントA - 山本善寿
- 老婆 - 斉藤こず恵
- ミサイル管制室オペレーター - 篠原孝太朗